# جاك بيرغر
جاك بيرغر (بالفرنسية: Jacques Bergier)‏ (و. 1912 – 1978 م) هو صحفي، ومهندس كيميائي، ويوفولوجي ‏، ومترجم، وجاسوس، وكيميائي، وناقد أدبي، وكاتب خيال علمي، وكاتب، وعضو في المقاومة الفرنسية ‏ من فرنسا، وبولندا، ولد في أوديسا، توفي في باريس، عن عمر يناهز 66 عاماً، بسبب نزف مخي.

## التعليم
تعلم في كلية العلوم بباريس ‏
.

## جوائز
حصل على جوائز منها:

وسام جوقة الشرف من رتبة فارس